# 裘德·蒙耶
裘德·蒙耶（英語：Jude Monye，1973年11月16日—）是尼日利亚男子田径运动员，出生于尼日利亚三角洲州，主要参加400米赛跑和4×400米接力项目。曾于1995年世界田径锦标赛男子4×400米接力比赛中获得铜牌，并在2000年夏季奥林匹克运动会男子4×400米接力比赛中以打破非洲纪录的成绩获得金牌。

## 生平
裘德·蒙耶于1973年11月16日出生于尼日利亚三角洲州奧尼查-乌格博。高中毕业后，他前往美国密西西比州立大学就读，并在随后获得了地质学学士学位。在留学期间，他获得了多元化移民签证，并成为了美国永久居民。
1995年，他在全非运动会男子400米比赛中以45.17秒的成绩获得了铜牌。4年后，在南非约翰内斯堡举行的全非运动会中，他代表的尼日利亚队以3分01秒20的成绩获得了金牌。
在2000年夏季奥林匹克运动会田径比赛中，他与队友以2分58秒68的成绩刷新了非洲纪录，获得了4×400米接力项目的银牌。该纪录直至21年后的2020年夏季奥林匹克运动会田径比赛中被博茨瓦纳代表团以2分57.27秒的成绩打破。然而，由于当时获得金牌的美国代表队成员安托尼奥·派提格雷乌承认了在赛前服用兴奋剂，因此在2008年6月美国队的金牌被剥夺。随后，国际奥委会在2012年7月21日重新分配了该项目的奖牌，裘德·蒙耶所属的尼日利亚代表队被递补为金牌。
2004年2月20日，裘德·蒙耶正式成为美国公民。

## 个人纪录
括号内的数字为风速，单位为米每秒。
| 项目        | 个人纪录        | 创造时间      | 地点       | 备注                    |
| 室外        | 室外            | 室外          | 室外       | 室外                    |
| ----------- | --------------- | ------------- | ---------- | ----------------------- |
| 200米       | 20.78秒（-0.1） | 1995年4月15日 | 斯塔克维尔 |                         |
| 300米       | 34.04秒         | 2004年6月25日 | 海德堡     |                         |
| 400米       | 44.83秒         | 1996年5月11日 | 金斯敦     |                         |
| 400米跨栏   | 50.90秒         | 1997年3月22日 | 贝宁城     |                         |
| 4×400米接力 | 2分58.68秒      | 2000年9月30日 | 悉尼       | 前非洲纪录 尼日利亚纪录 |
| 室内        |                 |               |            |                         |
| 200米       | 22.00秒         | 1997年1月17日 | 蒙特利尔   |                         |
| 400米       | 46.70秒         | 1997年2月2日  | 斯图加特   |                         |
| 4×400米接力 | 3分09.76秒      | 2001年3月10日 | 里斯本     |                         |